# Mexipedium
Mexipedium je monotipski rod orhideja iz potporodice Cypripedioideae. Jedina je vrsta M. xerophyticum koja raste litofitično na nadmorskim visinama do 350 metara, i meksički je endem iz Oaxace

## Sinonimi
- Paphiopedilum xerophyticum (Soto Arenas, Salazar & Hágsater) V.A.Albert & Börge Pett.
- Phragmipedium xerophyticum Soto Arenas, Salazar & Hágsater